# Арнаутс, Анне
Анне Арнаутс (нидерл. Anne Arnouts, Пустой шаблон {{ВД-Преамбула}} ) — бельгийская профессиональная шоссейная велогонщица, бронзовый призёр чемпионата Бельгии в групповой гонке (2008).

## Карьера
Анне Арнаутс начала свою профессиональную карьеру в велоспорте в 2003 году, когда участвовала в своей первой гонке по велокроссу в бельгийском Кальмтхауте. Среди её достижений — третье место в групповой гонке на чемпионате Бельгии по шоссейному велоспорту в 2008 году, где она уступила Ильзе Гельдхоф и Нане Стенссенс.
В 2013 году Анне Арнаутс завершила карьеру велогонщицы и стала заниматься триатлоном.
После завершения спортивной карьеры Анне Арнаутс получила фармацевтическое образование. С сентября 2001 по июль 2012 года она училась в магистратуре Лёвенского католического университета по специальности «Фармацевтика».
С октября 2012 по декабрь 2015 года она работала заместителем фармацевта на фрилансе.
С января 2016 года работает заведующей аптекой Curavit в Кальмхауте (провинция Антверпен).

## Достижения

### Шоссе
2006
4-я на чемпионате Бельгии среди юниоров — групповая гонка
2007
7-я на Омлоп ван Борселе U19
4-я на чемпионате Бельгии среди юниоров — групповая гонка
2008
10-я на 4-м этапе Грация Орлова
3-я на чемпионате Бельгии — групповая гонка
9-я на 4-м этапе Холланд Ледис Тур
2009
6-я на Ронде ван Гелдерланд
7-я на Омлоп дор Миддаг-Хюмстерланд
2010
5-я на Ронде ван Гелдерланд
10-я на 4-м этапе Холланд Ледис Тур
2011
3-я в молодёжной классификации Блуйзоне Фрисланд Тур
9-я на Терме Кассеейеномлоп
3-я на Универсиаде — групповая гонка
9-я в молодёжной классификации Холланд Ледис Тур

### Велокросс
2007
10-я на Overijse I
2008
7-я на чемпионате Бельгии
2009
9-я на чемпионате Бельгии
2010
10-я в Тервюрене
9-я на чемпионате Бельгии
2011
5-я на чемпионате Бельгии
9-я на Leuven I
2012
6-я на чемпионате Бельгии

### Рейтинги
| Год                 | 2009  | 2010  |
| ------------------- | ----- | ----- |
| Мировой рейтинг UCI | 173-й | 196-й |
|                     |       |       |
| Источник: UCI       |       |       |